# 檸檬酒

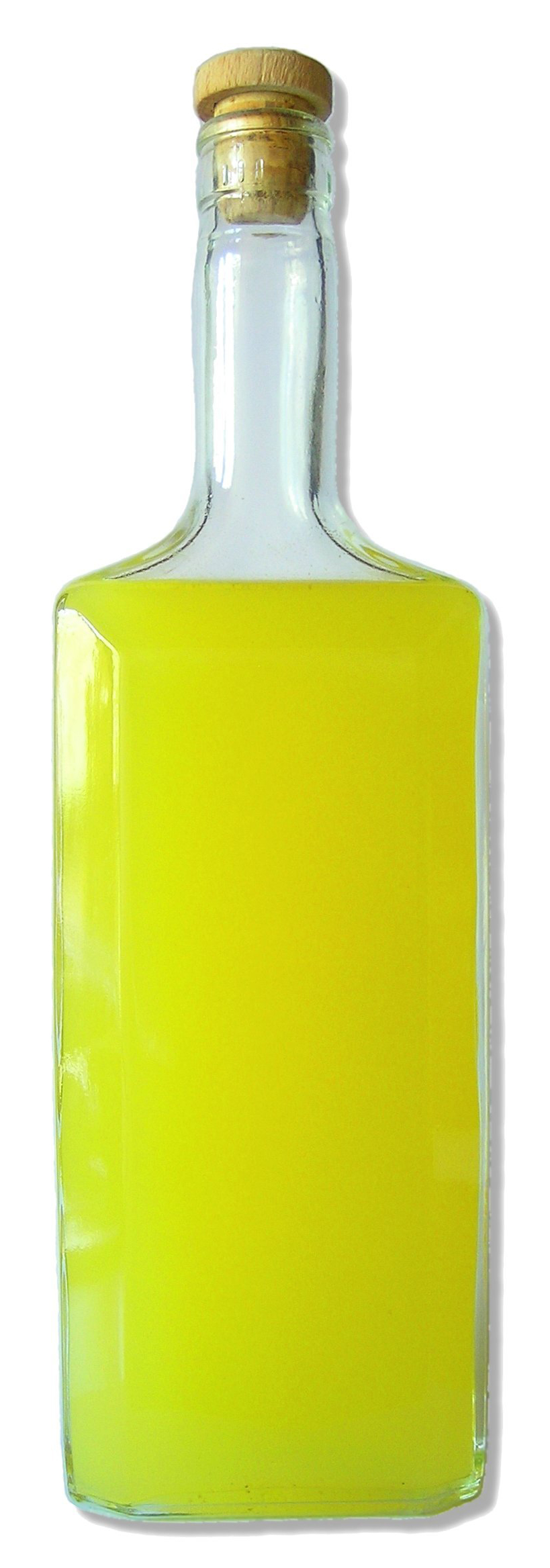
自家釀造的檸檬酒

檸檬酒（義大利語：Limoncello，義大利語發音：[limon'tʃɛlːo]）是一種檸檬風味的甜酒，產自於義大利南部的那不勒斯湾區等省份。檸檬酒是使用檸檬皮、酒精、水與蔗糖製成的。檸檬皮傳統上使用的是義大利索倫托品種的檸檬，但大部份種類的檸檬都可以用來製造好喝的檸檬酒。檸檬酒是一種非常常見的餐後酒，它被評為意大利人第二喜愛的酒。近些年来，它也在世界範圍内流行開来，越来越多的美國，加拿大等地的餐廳也開始供應柠檬酒。檸檬酒呈黃色、味甜且有濃厚的檸檬香味，檸檬酒也是非常受歡迎的雞尾酒調酒，因為它有强烈的檸檬香味，却並没有檸檬汁本身的酸味和苦味。
雖然檸檬酒的具體起源地有一定爭議，不過這是一種擁有超過百年歷史的飲品。

## 侍酒
傳統的檸檬酒一般冰鎮后作為晚飯後的餐后酒。在阿马尔菲海岸，檸檬酒一般裝在同樣也被冰鎮過的小陶瓷杯中，這一傳統隨後也被傳到了整個意大利。檸檬酒還可以用來製作雞尾酒，糕點和冰淇淋。

## 酒精含量
由於大多數檸檬酒在家中製作，所以酒精含量差異較大。檸檬酒的平均酒精含量，在25％到30％之間。

## 引用
1. ↑  洛杉磯時報. . The Los Angeles Times.   [2017-12-30]. （原始内容存档于2021-03-23）.